# Svartstjärtad lövkastare
Svartstjärtad lövkastare (Sclerurus caudacutus) är en fågel i familjen ugnfåglar inom ordningen tättingar.

## Utbredning och systematik
Svartstjärtad lövkastare delas in i sex underarter:
- S. c. caudacutus – förekommer i Guyana
- S. c. insignis – förekommer i södra Venezuela (Venezuelaoch Bolivar) och angränsande norra Brasilien
- S. c. brunneus – förekommer från tropiska sydöstra Colombia till Peru och västra Amazonområdet i Brasilien
- S. c. olivascens – förekommer i östra Peru (Ayacucho) och allra nordligaste Bolivia (Pando)
- S. c. pallidus – förekommer i norra Brasilien söder om Amazonfloden (från Rio Madeira till Rio Capim)
- S. c. umbretta – förekommer i kustnära östra Brasilien (från Alagoas till Espírito Santo)

Underarten olivascens inkluderas ofta i brunneus.

## Status och hot
Arten har ett stort utbredningsområde, men tros minska i antal, dock inte tillräckligt kraftigt för att den ska betraktas som hotad. Internationella naturvårdsunionen IUCN listar arten som livskraftig (LC).